# ژونل دزیره
ژونل دزیره (فرانسوی: Jonel Désiré‎؛ زادهٔ ۱۲ فوریهٔ ۱۹۹۷) یک بازیکن فوتبال در پست مهاجم اهل هائیتی است.

## باشگاهی
از باشگاه‌هایی که در آن بازی کرده‌است می‌توان به باشگاه فوتبال لوری اشاره کرد.

## تیم ملی
وی همچنین در زیر ۱۷ سال هائیتی، زیر ۲۰ سال هائیتی و تیم ملی فوتبال هائیتی بازی کرده‌است.

## آمارها

### باشگاهی
تا تاریخ ۱ دسامبر ۲۰۱۹ بازی‌هایی که انجام داده
| باشگاه                    | فصل     | لیگ                      | لیگ    | لیگ   | جام حذفی | جام حذفی | قاره‌ای | قاره‌ای | سایر   | سایر  | مجموع  | مجموع |
| باشگاه                    | فصل     | دسته                     | حضورها | گل ها | حضورها   | گل ها    | حضورها | گل ها  | حضورها | گل ها | حضورها | گل‌ها  |
| ------------------------- | ------- | ------------------------ | ------ | ----- | -------- | -------- | ------ | ------ | ------ | ----- | ------ | ----- |
| Real Monarchs             | ۲۰۱۷    | United Soccer League     | ۸      | ۰     | ۰        | ۰        | -      | -      | -      | -     | ۸      | ۰     |
| باشگاه فوتبال لوری (قرضی) | ۲۰۱۸–۱۹ | لیگ برتر فوتبال ارمنستان | ۲۵     | ۱۷    | ۵        | ۰        | -      | -      | -      | -     | ۳۰     | ۱۷    |
| باشگاه فوتبال لوری        | ۲۰۱۹–۲۰ | لیگ برتر فوتبال ارمنستان | ۱۱     | ۱۰    | ۱        | ۰        | -      | -      | -      | -     | ۱۲     | ۱۰    |
| مجموعا                    | مجموعا  | مجموعا                   | ۴۴     | ۲۷    | ۶        | ۰        | -      | -      | -      | -     | ۵۰     | ۲۷    |

### بین‌المللی
| تیم ملی فوتبال هائیتی | تیم ملی فوتبال هائیتی | تیم ملی فوتبال هائیتی |
| سال                   | حضورها                | گل‌ها                  |
| --------------------- | --------------------- | --------------------- |
| ۲۰۱۵                  | ۱                     | ۰                     |
| ۲۰۱۶                  | ۲                     | ۰                     |
| ۲۰۱۷                  | ۴                     | ۱                     |
| ۲۰۱۸                  | ۱                     | ۰                     |
| ۲۰۱۹                  | ۱۱                    | ۱                     |
| Total                 | ۱۹                    | ۲                     |

Statistics accurate as of match played 17 November 2019

### گل‌های بین‌المللی
Scores and results list Haiti's goal tally first.
| No | تاریخ         | ورزشگاه                                     | حریف    | گل‌زده | نتیجه | رقابت                                |
| -- | ------------- | ------------------------------------------- | ------- | ----- | ----- | ------------------------------------ |
| ۱. | ۶ ژانویه ۲۰۱۷ | ورزشگاه آتو بولدون، کووا، ترینیداد و توباگو | سورینام | ۳–۰   | ۴–۲   | 2017 CONCACAF Gold Cup qualification |
| ۲. | ۱۱ ژوئن ۲۰۱۹  | سنترو د آلتو دندیمینتو، آلاخوئلا، کاستاریکا | گویان   | ۳–۰   | ۳–۱   | بازی دوستانه                         |